# 12 de octubre
El 12 de octubre es el 285.º (ducentésimo octogésimo quinto) día del año —el 286.º (ducentésimo octogésimo sexto) en los años bisiestos— en el calendario gregoriano. Quedan 80 días para finalizar el año.
Todos los acontecimientos de esta lista anteriores a 1582 se refieren a fechas del calendario juliano.

## Acontecimientos
- 539 a. C.: Gobrias, gobernador persa de Gutium, invade Babilonia sin batallar (Ciro llega varios días más tarde).
- 91 a. C.: en Shanxi (China) se registra un terremoto de magnitud 5,5 en la escala sismológica de Richter (I=7). Deja un saldo de «muchas» víctimas.
- 1216: en el estuario del Wash (islas británicas), el rey Juan I de Inglaterra pierde las joyas de su corona.
- 1279: en Japón, Nichiren ―monje budista fundador del budismo nichiren― escribe el texto Dai-Gohonzon.
- 1398: Vitautas el Grande del Gran Ducado de Lituania y la Orden Teutónica firman el acuerdo de paz conocido como Tratado de Salynas; por tercera vez el príncipe promete a los caballeros la Samogitia.
- 1492: en la isla Guanahaní (Bahamas) desembarcan los tres navíos de Cristóbal Colón. Este hecho será conocido tradicionalmente en la historiografía como el descubrimiento de América y marca el comienzo de la llamada Colonización española de América.
- 1504: Isabel I de Castilla, conocida como Isabel la Católica, redacta su testamento, en el Palacio Testamentario (Medina del Campo), cuyo original se encuentra en el Real Monasterio de Santa María de Guadalupe, una copia se envió al monasterio de Santa Isabel de la Alhambra de Granada. Y otra, a la Catedral de Toledo, aunque desde 1575 pasó al Archivo General de Simancas.[1]
- 1535: en Madrid (España) el rey crea el virreinato de la Nueva España (actual México).
- 1570: en el virreinato de Nueva España (actual México) se funda la villa de Nuestra Señora de la Asunción de Zalaya (la actual Celaya).
- 1582: en España, Italia, Polonia y Portugal nunca existió el período entre el jueves 4 y el viernes 15 de octubre debido al ajuste introducido por el nuevo calendario gregoriano, obra que se llevó a cabo en la Universidad de Salamanca, España y se presentó al Papa Gregorio XIII para su aprobación.
- 1609: en Londres el adolescente Thomas Ravenscroft publica la canción Three Blind Mice (Tres ratones ciegos).
- 1634: en la madrugada, la costa de Alemania y los Países Bajos es barrida por una marea de tormenta (la inundación de Burchardi). Queda un saldo de 8.000 a 15.000 personas ahogadas.
- 1654: en los Países Bajos, una explosión devasta la ciudad de Delft. Mueren más de 100 personas.
- 1681: en Londres (Inglaterra) una mujer es azotada en público por el delito de involucrarse en la política.
- 1709: en México, después de una votación democrática, se funda la Villa de San Francisco de Cuéllar (más tarde San Felipe del Real Chihuahua, actualmente Chihuahua).
- 1737: en la madrugada, la ciudad de Calcuta (capital de Bengala, en la India) recibe en medio de una tormenta (cayeron 380 mm de agua en 6 h) una marejada ciclónica de varios metros de altura, generada por un ciclón. Solo en Calcuta ―que en esa época contaba con 20 000 habitantes― mueren 3000 personas. Posiblemente sea exagerado el número de 300.000 personas fallecidas, y la ola de «12 m de altura» (posiblemente bastante menos). Algunos consideran que se trató de un maremoto.[2]
- 1773: en Virginia (Estados Unidos) se abre el primer Asilo para Personas de Mentes Insanas y Desordenadas.
- 1780: en las islas Antillas (mar Caribe) es el tercer día del Gran Huracán de 1780, el primer huracán con mayor número de víctimas mortales de los que se tienen datos (22.000 muertes directas, 27.000 muertes totales). Durará hasta el 16 de octubre.
- 1792: en Nueva York se celebra por primera vez el Día de Colón (Columbus Day).
- 1793: en la Universidad de Carolina del Norte en Chapel Hill se inaugura el edificio más antiguo de una universidad estadounidense.
- 1810: la realeza bávara invita a los ciudadanos de Múnjen al primer Oktoberfest para celebrar el matrimonio de Ludwig I de Baviera con la princesa Therese von Sachsen-Hildburghausen.
- 1822: en Brasil, Pedro I es declarado emperador constitucional.
- 1823: en Escocia, Charles Macintosh vende el primer impermeable.
- 1825: en Sarandí (Uruguay), los patriotas uruguayos derrotan a los invasores brasileños en la batalla de Sarandí.
- 1847: en Alemania se funda Siemens AG.
- 1849: en Colombia se funda la ciudad de Manizales.
- 1850: en Pensilvania se abre la primera universidad de medicina para mujeres.
- 1862: en Argentina, Bartolomé Mitre asume como Presidente de la Nación Argentina.
- 1864: en México, arriba a la ciudad de Chihuahua el presidente Benito Juárez.
- 1868: en Argentina, Domingo Faustino Sarmiento asume como Presidente de la Nación Argentina.
- 1874: en Argentina, Nicolás Avellaneda asume como Presidente de la Nación Argentina, con 37 años fue el más joven en ostentar el cargo de Presidente de la Nación.
- 1880: en Argentina, Julio Argentino Roca asume como Presidente de la Nación Argentina.
- 1881: en el sureste de la provincia de Buenos Aires (Argentina), sobre la costa del océano Atlántico, se funda la aldea de Necochea.
- 1884: en el extremo sur de la Patagonia argentina, Augusto Lasserre funda la villa de Ushuaia.
- 1886: en Argentina, Miguel Juárez Celman asume la Presidencia de la nación.
- 1892: en las escuelas públicas de Estados Unidos se realiza por primera vez el juramento de lealtad a la bandera estadounidense. En Uruguay se realiza la primera colación de grado de ingenieros uruguayos en el Teatro Solís.
- 1898: en Argentina, Julio Argentino Roca asume por segunda vez como Presidente de la Nación Argentina.
- 1899: la república bóer de Sudáfrica declara la guerra a Inglaterra.
- 1901: en Estados Unidos, el presidente Theodore Roosevelt bautiza oficialmente la Mansión Ejecutiva como la «Casa Blanca».
- 1902: en Venezuela comienza la Batalla de La Victoria.
- 1903: en Paraguay se funda el Club Guaraní de fútbol.
- 1904: en Buenos Aires se funda el Club Atlético Atlanta.
- 1904: en Argentina, Manuel Quintana asume como Presidente de la Nación Argentina.
- 1910: en Buenos Aires, Roque Sáenz Peña asume la presidencia.
- 1910: en Brasil se funda Coritiba Foot Ball Club.
- 1913: en Córdoba se funda el Club Atlético Talleres.
- 1915: en la Primera Guerra Mundial, la enfermera británica Edith Cavell es fusilada por los alemanes por ayudar a soldados aliados a escaparse de Bélgica.
- 1916: en Argentina, Hipólito Yrigoyen asume como Presidente de la Nación Argentina, en elecciones libres, de esta manera se pone fin a 42 años ininterrumpidos de Gobierno de Partido Autonomista Nacional, que ha gobernando el país mediante el fraude y la limitación para la participación de la población en las elecciones.
- 1916: en México se funda el Club América.
- 1917: se inicia la Primera batalla de Passchendaele en la Primera Guerra Mundial.
- 1922: en Argentina, Marcelo Torcuato de Alvear asume como Presidente de la Nación Argentina
- 1923: en Costa Rica se crea la Academia Costarricense de la Lengua.
- 1924: es fundada la Federación Colombiana de Fútbol.
- 1925: es fundada la Universidad de Guadalajara.
- 1927: en República Dominicana se crea la Academia Dominicana de la Lengua.
- 1928: en Boston se usa por primera vez un respirador artificial.
- 1928: en Buenos Aires (Argentina) Hipólito Yrigoyen jura por segunda vez como presidente de la Nación Argentina.
- 1929: en el extremo sur de la Patagonia chilena se funda la villa de Coyhaique, capital de la región de Aysén.
- 1931: en Río de Janeiro (Brasil) se inaugura la estatua del Cristo Redentor.
- 1933: en los Estados Unidos, el Departamento de Justicia compra las barracas disciplinarias del Ejército en la isla de Alcatraz.
- 1937: en las fincas agrícolas situadas a lo largo de la frontera entre República Dominicana y Haití, la policía dominicana perpetra la Masacre del Perejil, donde murieron entre 20.000 y 37.000 hombres, mujeres, niños y ancianos haitianos.
- 1939: En Campana, República Argentina, se funda el Club Atlético Puerto Nuevo.
- 1941: en Dnipropetrovsk (Ucrania), este día y el siguiente, los nazis matan 11 000 judíos.
- 1942: en el marco de la Segunda Guerra Mundial, la flota japonesa se retira después de la derrota de la batalla del Cabo Esperanza. El comandante Aritomo Gotō muere por las heridas sufridas en el frente, y dos destructores japoneses se hunden por el ataque aéreo aliado.
- 1945: en Paso de los Libres (Argentina) y Uruguayana (Brasil) se habilita al público el nuevo Puente Internacional Agustín P. Justo - Getulio Vargas. Dos años después lo inaugurarán oficialmente los presidentes Juan Domingo Perón (de Argentina) y Eurico Gaspar Dutra (de Brasil).
- 1945: en la isla de Cuba, un huracán afecta una estrecha faja de las provincias de Camagüey y Las Villas.
- 1946: en Trujillo (Perú) se inaugura el Estadio Mansiche.
- 1949: en Pasto (Colombia) se funda el club de fútbol Deportivo Pasto.
- 1951: en Costa Rica se funda el Partido Liberación Nacional.
- 1953: en el teatro Plymouth (Nueva York) se estrena la obra The Caine Mutiny Court Martial.
- 1959: en Lima (Perú), un grupo de izquierdistas son expulsados del partido APRA. Más tarde formarán el APRA Rebelde.
- 1960: en la sede de la ONU (Nueva York, Estados Unidos), en el marco de la Guerra Fría, Nikita Jrushchov pone un pie sobre su escritorio para protestar por una declaración del representante de Filipinas por la política de la URSS en Europa Oriental.
- 1960: en el Hibiya Hall (Tokio), el nacionalista Otoya Yamaguchi (17) asesina con una katana al político socialista Inejirō Asanuma (42) durante un discurso. Las cámaras de televisión captaron toda la escena.
- 1962: en los Estados Unidos, la tormenta del Día de Colón golpea la costa noroeste del Pacífico, con ráfagas de viento con velocidad récord: 46 muertos y más de 230 millones de dólares en daños.
- 1962: a 155 metros bajo tierra, en el área U9q del Sitio de pruebas atómicas de Nevada (a unos 100 km al noroeste de la ciudad de Las Vegas), a las 7:00 (hora local) Estados Unidos detona su bomba atómica Roanoke, de 7 kilotones. A las 9:00 detona la bomba Wolverine, a 73 metros bajo tierra, de menos de 20 kilotones. Son las bombas 291 y 292 de las 1129 que Estados Unidos detonó entre 1945 y 1992.
- 1963: en Argentina, Arturo Umberto Illia se convierte en el 35.º presidente.
- 1963: en Buenos Aires (Argentina), jóvenes peronistas roban el sable de José de San Martín.
- 1964: la Unión Soviética pone el Vosjod 1 en órbita terrestre. Es la primera nave con tripulación de varias personas y el primer vuelo sin trajes espaciales.
- 1966: estalla la Crisis de Anacoco entre Guyana y Venezuela sobre la soberanía de la parte oriental de la isla de Anacoco, isla fluvial de 28 km² en el río Cuyuní, parte del límite del área en disputa entre ambos países por la Guayana Esequiba.
- 1967: la ciudad de Tuluá (Colombia), inaugura su estadio y con él, los primeros juegos atléticos en el departamento del Valle del Cauca.
- 1967: en los Estados Unidos, el secretario de Estado Dean Rusk dice en una conferencia de prensa que las propuestas de paz del Congreso fueron inútiles debido a la oposición de Vietnam del Norte.
- 1968: se independizan las hasta entonces provincias españolas de Fernando Poo y Río Muni, que pasan a ser la República de Guinea Ecuatorial.
- 1968: en México se inauguran los XIX Juegos Olímpicos.
- 1968: en la Ciudad de México nace el grupo de rock El Tri.
- 1969: una llamada anónima al DJ Russ Gibb de la radio WKNR-FM de Dearborn (estado de Míchigan) afirma que el beatle Paul McCartney está muerto, dando origen a una conocida leyenda urbana.
- 1970: el presidente de Estados Unidos, Richard Nixon, anuncia que retirará 40.000 soldados estadounidenses de Vietnam antes de Navidad.
- 1970: en España, se estrena la película En un lugar de la Manga, dirigida por Mariano Ozores.
- 1972: en el portaaviones USS Kitty Hawk, en un viaje hacia el golfo de Tonkín, más de 100 marines se trenzan en una pelea racista. Ese mismo día, despega el Vuelo 571 de la Fuerza Aérea Uruguaya con 45 personas a bordo, desde la ciudad de Montevideo, con destino a la ciudad de Santiago de Chile; al día siguiente (el día 13) iniciaría para los pasajeros una odisea de 72 días de supervivencia.
- 1973: En medio de una inmensa fiesta popular en toda la Argentina, Juan Domingo Perón (78) ―tras retornar del exilio tras su último derrocamiento (en el golpe de Estado de septiembre de 1955) y ganar las elecciones con el 63% de los votos― asume por tercera vez el cargo de presidente.
- 1973: a 416 metros bajo tierra, en el área U12n.07 del Sitio de pruebas atómicas de Nevada (a unos 100 km al noroeste de la ciudad de Las Vegas), a las 9:00 (hora local) Estados Unidos detona su bomba atómica Roanoke, de 8 kilotones.
- 1975: en la República Árabe Saharaui Democrática se celebra desde hoy el Día de la Unidad Nacional.
- 1976: en China, el gobierno anuncia que Hua Guofeng será el sucesor del fallecido Mao Tse-tung como presidente del Partido Comunista de China.
- 1976: es inaugurada la nueva Basílica de Guadalupe en el cerro del Tepeyac de la Ciudad de México, trasladándose la pintura de la Virgen a su actual emplazamiento.
- 1979: en el Pacífico Occidental, durante el tifón Tip, se registra el récord mundial de baja presión 870 hPa.
- 1983: en Japón, una corte sentencia a cuatro años de prisión al primer ministro Tanaka Kakuei por aceptar un soborno de 2 millones de dólares de la empresa estadounidense Lockheed.
- 1984: en Brighton (Reino Unido), Margaret Thatcher sobrevive a una bomba del grupo IRA que destruyó su baño dos minutos después de que ella lo utilizó.
- 1986: Isabel II y su esposo, el príncipe Felipe duque de Edimburgo, visitan la República Popular China.
- 1988: en South Yarra, suburbio de la ciudad de Melbourne (Australia), dos policías son ejecutados como venganza.
- 1988: en el Davies Symphony Hall, en la ciudad de San Francisco (California), la empresa NeXT lanza su computadora.
- 1991: en Kirguistán, el Sóviet Supremo de la república confirma a Askar Akayev como presidente.
- 1992: en República Dominicana, el papa Juan Pablo II visita por segunda vez a santo Domingo de Guzmán y por primera vez a la Basílica de Nuestra Señora de la Altagracia, la cual se encuentra en la ciudad de Higüey.
- 1992: en Sevilla (España) se clausura la Exposición Universal.
- 1994: en Venus, la NASA pierde contacto radial con la sonda Magallanes (que probablemente se quemó en la atmósfera el 13 o 14 de octubre).
- 1994: se restituye la antiquísima sede arzobispal de Mérida en un masivo acto religioso celebrado en la escena del teatro romano de la ciudad. El templo de Santa María recupera su dignidad catedralicia.
- 1997: en Argelia sucede la masacre de Sidi Daoud: 43 asesinados en un falso bloqueo de carretera.
- 1998: el congreso de Estados Unidos dicta la Ley de Derechos Digitales.
- 1999: en Pakistán, Pervez Musharraf derroca a Nawaz Sharif en un golpe de Estado incruento.
- 1999: se calcula que en esta fecha nace el habitante 6000 millones de la Tierra.
- 2000: en Adén (Yemen) el buque estadounidense USS Cole es dañado gravemente por dos suicidas, matando a 17 tripulantes e hiriendo a 40.
- 2001: en los Estados Unidos, el programa de televisión America's Most Wanted presenta —a petición del presidente Bush— las fotos de los 22 terroristas más buscados del mundo.
- 2001: declaran el 12 de octubre como el día Internacional para la reducción de desastres naturales.
- 2002: en Bali (Indonesia), un atentado atribuido por Al-Qaeda mata a 202 personas e hiere a más de 300.
- 2003: en la Ruta Provincial 6 (Buenos Aires), conocida como la ruta de la muerte hoy día, sufren un grave accidente cuatro jóvenes por negligencia de la empresa José Cartellone Construcciones Civiles, que reconstruyó la autovía.
- 2003: en la ciudad de Randilovshchina, 202 km al suroeste de Minsk, la capital de Bielorrusia, mueren treinta pacientes en un hospital psiquiátrico.
- 2003: Michael Schumacher logra en el Gran Premio de Japón su sexto campeonato mundial de Fórmula 1, situándose como líder de todos los tiempos en títulos alcanzados.
- 2004: la banda canadiense Sum 41 saca su cuarto disco Chuck.
- 2005: en China despega el segundo vuelo espacial tripulado Shenzhou 6, llevando a los astronautas Fèi Jùnlóng y Niè Hǎishèng a cinco días de órbita.
- 2006: en Francia se dicta una ley que convierte en delito la negación del genocidio armenio.
- 2006: en el oeste del estado de Nueva York, las bajas temperaturas del otoño generan una tormenta de nieve (1,5 m de altura), que corta la energía eléctrica durante dos semanas y destruye 5 millones de árboles.[cita requerida]
- 2011: el Congreso de los Estados Unidos aprueba el tratado de libre comercio con Colombia, Panamá y Corea del Sur.[3]
- 2013: Lanzamiento de la Nintendo 2DS, nueva consola portátil de Nintendo. Es una revisión de la Nintendo 3DS, grupo al cual pertenece la Nintendo 2DS.
- 2013: Lanzamiento mundial de Pokémon X y Pokémon Y, nuevos videojuegos de la saga Pokémon para Nintendo 3DS y 2DS.
- 2013: Colapso de la Torre 6 del Conjunto Residencial Space, en Medellín (Colombia).
- 2014: Da inicio la Indian Super League 2014, el nuevo campeonato mayor de clubes de la India.
- 2016: El Gobernador de Veracruz de Ignacio de la Llave (México) Javier Duarte de Ochoa renuncia a gobernador por acusaciones de corrupción y de enriquecimiento ilícito.

## Nacimientos
- 1008: Go-Ichijō emperador japonés (f. 1036).
- 1490: Bernardo Pisano, compositor italiano (f. 1548).
- 1537: Eduardo VI, rey inglés (f. 1553).
- 1558: Maximiliano III, gobernador austriaco (f. 1618).
- 1558: Jacques Sirmond, erudito y jesuita francés (f. 1651).
- 1580: Hortensio Félix Paravicino, orador y poeta español del Siglo de Oro (f. 1633).
- 1656: Juan de Goyeneche, editor, periodista y político español (f. 1735).
- 1719: Ignaz Franz, teólogo alemán (f. 1790).
- 1745: Félix María Samaniego, escritor español (f. 1801).
- 1758: Vincenzo Dandolo, químico italiano (f. 1819).
- 1792: Christian Gmelin, químico alemán (f. 1860).
- 1794: José María Luis Mora, sacerdote, político, ideólogo e historiador mexicano (f. 1850).
- 1798: Pedro IV de Portugal, rey portugués (en 1826), primer emperador de Brasil entre 1826 y 1831 (f. 1834).
- 1810: Nísia Floresta, escritora brasileña (f. 1885).
- 1822: María Josefa Zozaya de Garza, patriota mexicana (f. 1858).
- 1827: George Lawson,  botánico y pteridólogo canadiense (f. 1895).
- 1855: Arthur Nikisch, director de orquesta y músico húngaro (f. 1922).
- 1860: Daniela von Bülow, pianista y diseñadora alemana (f. 1940).
- 1860: Émile Pouget, anarquista comunista francés (f. 1931).
- 1865: Arthur Harden, bioquímico británico, premio nobel de química en 1929 (f. 1940).
- 1866: Ramsay MacDonald, primer ministro británico (f. 1937).
- 1872: Ralph Vaughan Williams, compositor británico (f. 1958).
- 1873: Federico Tedeschini, arzobispo italiano (f. 1959).
- 1875: Aleister Crowley, escritor, poeta, filósofo y ocultista británico (f. 1947).
- 1880: Louis Hémon, novelista francés (f. 1913).
- 1880: Artémides Zatti, religioso ítalo-argentino, beato católico (f. 1951).
- 1881: Carlos López Buchardo, compositor argentino (f. 1948).
- 1881: Carl Friedrich Roewer, botánico alemán (f. 1963).
- 1884: Luis López de Mesa, científico y humanista colombiano (f. 1967).
- 1885: Heinrich Hoffmann, fotógrafo alemán (f. 1957).
- 1890: Luís de Freitas Branco, compositor portugués (f. 1955).
- 1891: Santa Teresa Benedicta de la Cruz, filósofa, mística, religiosa carmelita, mártir y santa alemana de origen judío. (f. 1942).
- 1891: Fumimaro Konoe, soldado y político japonés (f. 1945).
- 1896: Antenor Patiño, empresario boliviano (f. 1982).
- 1896: Eugenio Montale, poeta italiano, premio nobel de literatura en 1975 (f. 1981).
- 1898: Félix Sesúmaga, futbolista español (f. 1925).
- 1900: Luis Alberto Sánchez, abogado, jurista, filósofo, historiador y político peruano (f. 1994).
- 1902: André Prudhommeaux, editor anarquista francés (f. 1968).
- 1904: Ding Ling, escritora china (f. 1986).
- 1904: Iván Piatyjin, piloto militar soviético (f. 1971)
- 1906: Francis Hong Yong-ho, cardenal norcoreano (desaparecido después de 1949) .
- 1909: Philip Hershkovitz, zoólogo estadounidense (f. 1997).
- 1910: Margot Moles Piña, deportista española especializada en atletismo, hockey, natación y esquí. (f.1987)
- 1911: Enrique Cahen Salaberry, cineasta argentino (f. 1991).
- 1912: Dionisio Ridruejo, escritor y político español (f. 1975).
- 1913: Leo Fleider, cineasta argentino (f. 1977).
- 1917: Roque Gastón Máspoli, portero uruguayo (f. 2004).
- 1918: Francisco Javier Sáenz de Oiza, arquitecto español (f. 2000).
- 1918: William Thayer, abogado, académico y político chileno (f. 2018).
- 1919: André Casanova, compositor francés (f. 2009).
- 1920: Emilio Vieyra, cineasta argentino (f. 2010).
- 1920: Antonina Zubkova, aviadora soviética (f.1950).
- 1921: Jaroslav Drobný, tenista checo-egipcio (f. 2001).
- 1924: Doris Grau, actriz estadounidense (f. 1995).
- 1925: Ernesto Schoo, escritor, periodista, crítico y guionista argentino (f. 2013).
- 1926: César Pelli, arquitecto argentino (f. 2019).
- 1928: Türkân Akyol, política, médica y académica turca (f. 2017).
- 1931: Ole-Johan Dahl, científico noruego de la computación; uno de los padres de la programación orientada a objetos (f. 2002).
- 1932: Ned Jarrett, piloto y periodista de automovilismo estadounidense .
- 1933: Guido Molinari, pintor canadiense de la corriente abstracta (f. 2004).
- 1934: Richard Meier, arquitecto estadounidense.
- 1935: Luciano Pavarotti, tenor italiano (f. 2007).
- 1936: Florencio Olvera Ochoa, obispo mexicano (f. 2020).
- 1938: Geoff Murphy, cineasta neozelandés.
- 1939: Carolee Schneemann, artista visual estadounidense (f. 2019).
- 1939: Clément Rosset, filósofo francés (f. 2018).
- 1941: Frank Alamo, cantante francés (f. 2012).
- 1941: Jovita Díaz, cantante, letrista, compositora y actriz argentina (f. 2015).
- 1941: José María González-Sinde, cineasta español (f. 1992).
- 1942: Rosaura Barahona, periodista y escritora mexicana (f. 2017).
- 1943: Volker Krämer, periodista alemán (f. 1999). Soldados yugoslavos lo asesinarán junto al periodista italiano Gabriel Grüner (1963‑1999) y al traductor yugoslavo Senol Alit cuando estaban buscando fosas comunes, mientras supuestamente eran protegidos por las fuerzas invasoras de la OTAN.
- 1943: Lin Shaye, actriz estadounidense.
- 1944: Angela Rippon, periodista y presentadora británica.
- 1946: José Amorín, guerrillero montonero, cuentista (Montoneros: la buena historia) y médico argentino (f. 2012).[4]
- 1947: Manuel Asur, poeta español.
- 1948: Rick Parfitt, guitarrista británico de la banda Status Quo (f. 2016).
- 1949: Carlos "el Chacal", mercenario (exagente KGB) y revolucionario venezolano.
- 1952: Gonzalo Santonja, escritor y crítico literario español.
- 1954: Xuacu Amieva, gaitero español.
- 1955: Ante Gotovina, militar croata.
- 1956: David Vanian, cantante británico, de la banda The Damned.
- 1960: Hiroyuki Sanada, artista marcial, actor y cantante japonés.
- 1961: Miguel Porlán Chendo, futbolista español.
- 1961: Reynaldo Sietecase, periodista argentino.
- 1962: Carlos Bernard, actor estadounidense.
- 1962: Branko Crvenkovski, político macedonio, presidente entre 2004 y 2009.
- 1963: Satoshi Kon, cineasta japonés.
- 1963: Hilda Lizarazu, cantante argentina.
- 1964: Francisco Gattorno, actor cubano.
- 1965: Gerardo Ingaramo, abogado y político argentino (f. 2011).
- 1965: Oscar Passet, futbolista argentino.
- 1966: Wim Jonk, futbolista neerlandés.
- 1966: Brian Kennedy, cantautor norirlandés.
- 1966: Roberto Sensini, jugador y entrenador de fútbol argentino.
- 1968: Hugh Jackman, actor australiano.
- 1968: Adam Rich, actor estadounidense (f. 2023).
- 1969: Judit Mascó, modelo española.
- 1970: Kirk Cameron, actor estadounidense.
- 1970: Pilar Castro, actriz española.
- 1970: Origa, cantante rusa.
- 1970: Charlie Ward, estadounidense pro basketball player.
- 1972: Juan Manuel Silva, piloto de carreras argentino.
- 1974: Gigi Mitre, presentadora de televisión y locutora radial peruana de ascendencia palestina.
- 1975: Marion Jones, atleta estadounidense.
- 1976: Kajsa Bergqvist, atleta sueca.
- 1976: Gideon Omokirio, futbolista salomonense.
- 1976: Raúl Guerrón, futbolista ecuatoriano.
- 1976: Gabriel Arteaga, judoka cubano.
- 1976: Roque Madrid, director de cine español.
- 1976: Maurice Carter, baloncestista estadounidense.
- 1976: Magnus Jernemyr, balonmanista sueco.
- 1976: Fernanda Trías, escritora uruguaya.
- 1976: Julie Towers, jugadora de hockey sobre césped australiana.
- 1977: Javier Toyo, futbolista venezolano.
- 1978: Baden Cooke, ciclista australiano.
- 1979: Tomoyoshi Tsurumi, futbolista japonés.
- 1980: Soledad Pastorutti, cantante argentina.
- 1980: Ledley King, futbolista británico.
- 1981: Jack Michael Martínez, baloncestista dominicano.
- 1981: Shola Ameobi, futbolista nigeriano y británico.
- 1982: Jossimar Mosquera, futbolista colombiano.
- 1983: Gastón Fernández, futbolista argentino.
- 1985: Ilson Pereira Dias Júnior, futbolista brasileño.
- 1986: Tyler Blackburn, actor estadounidense.
- 1986: Cristhian Stuani, futbolista uruguayo.
- 1987: Annie Oliv, modelo sueca.
- 1988: Janice Cayman, futbolista belga.
- 1989: Paulo Henrique Ganso, futbolista brasileño.
- 1990: Melody, cantante española.
- 1990: Javiera Errázuriz, atleta chilena.
- 1992: Josh Hutcherson, actor estadounidense.
- 1993: Ketel Marte, beisbolista dominicano.
- 1993: Alexander Jeremejeff, futbolista sueco.
- 1993: Samuel Gigot, futbolista francés.
- 1993: Martin Regáli, futbolista eslovaco.
- 1994: Fernanda Araya, futbolista chilena.
- 1994: Azinho Solomon, futbolista sanvicentino.
- 1994: Pamela Begič, futbolista eslovena.
- 1995: Montserrat Grau, futbolista chilena.
- 1995: Antonio Romero Boza, futbolista español.
- 1996: Miku Itō, seiyū japonesa.
- 1996: Otis Livingston II, baloncestista estadounidense.
- 1996: Owen Watkin, rugbista británico.
- 1996: Riechedly Bazoer, futbolista neerlandés.
- 1996: Timur Morgunov, atleta ruso.
- 1996: Jhon Anderson Rodríguez, ciclista colombiano.
- 1996: Gabriel Rodrigo, piloto de motociclismo argentino.
- 1996: Lev Sargsian, clavadista armenio.
- 1996: Alice Sabatini, baloncestista y modelo italiana.
- 1996: Mateo Palacios, futbolista colombiano.
- 1996: Bohdan Platonov, esgrimidor ucraniano.
- 1996: Vitória Strada, actriz brasileña.
- 1996: Miles Boykin, jugador de fútbol americano estadounidense.
- 1996: David Long Jr., jugador de fútbol americano estadounidense.
- 1996: John Salas, futbolista chileno.
- 1996: Dendy Sulistyawan, futbolista indonesio.
- 1997: Nikola Milenković, futbolista serbio.
- 1997: Agustín Loser, voleibolista argentino.
- 1997: Justin Robinson, baloncestista estadounidense.
- 1998: Kyohei Yamashita, jugador de bádminton japonés.
- 1998: Adri Castro, futbolista español.
- 1999: Jens Petter Hauge, futbolista noruego.
- 1999: Ferdia Walsh-Peelo, actor, músico y cantante irlandés.
- 1999: Orlando Bennett, atleta jamaicano.
- 1999: Rhonex Kipruto, atleta keniano.
- 1999: Gabriela Gajanová, atleta eslovaca.
- 1999: Felicio Milson, futbolista angoleño.
- 1999: Philipp Kurashev, jugador de hockey sobre hielo suizo.
- 2000: Vladislav Morozov, futbolista bielorruso.
- 2000: Tomás Azevedo, futbolista portugués.
- 2000: Mia Threapleton, actriz británica.
- 2001: Raymond Ochoa, actor estadounidense.
- 2001: Malcom Adu Ares, futbolista español.
- 2001: Aixa Salvador García, futbolista española.
- 2001: Tyler Scott, jugador de fútbol americano estadounidense.
- 2001: Brett Cooper, actriz y comentarista política estadounidense.

## Fallecimientos
- 632: Edwin de Northumbria, rey de Deira y Bernicia entre 616 y 633 (n. c. 586).
- 638: Honorio I, papa romano.
- 1320: Miguel Paleólogo, coemperador romano de Oriente (n. 1277).
- 1492: Piero della Francesca, pintor y matemático italiano (n. c. 1415).
- 1600: Luis de Molina, sacerdote, teólogo y jurista español (n. 1535).
- 1812: Juan José Castelli, político y periodista argentino (n. 1764).
- 1840: Francisco das Chagas Santos, militar y político brasileño, destructor de las misiones jesuíticas (n. 1763).
- 1859: Robert Stephenson, ingeniero británico (n. 1803).
- 1866: Diederich Franz Leonhard von Schlechtendal, botánico alemán (n. 1794).
- 1869: Julián Sanz del Río, filósofo, jurista y pedagogo español (n. 1814).
- 1870: Robert E. Lee, general estadounidense (n. 1807).
- 1875: Jean-Baptiste Carpeaux, escultor y pintor francés (n. 1827).
- 1875: Charles Henri Pellegrini, ingeniero argentino (n. 1800).
- 1880: Severo Chumbita, guerrillero montonero argentino (n. 1820).
- 1890: Gumersindo Laverde, escritor, periodista y filósofo español (n. 1835).
- 1904: Nicasio Oroño, jurista y político argentino (n. 1825).
- 1914: Oleg Románov, príncipe ruso (n. 1892).
- 1915: Edith Cavell, enfermera británica (n. 1865).
- 1916: Gabino Ezeiza, músico y payador argentino (n. 1858).
- 1924: Anatole France, escritor francés, premio nobel de literatura en 1921 (n. 1844).
- 1926: Edwin Abbott Abbott, profesor, escritor y teólogo británico (n. 1838).
- 1927: Bernardino Nozaleda, religioso dominico y arzobispo español (n. 1844).
- 1944: Ramón S. Castillo, político argentino (n. 1873).
- 1946: Joseph Stilwell, general estadounidense (n. 1883).
- 1952: Marceliano Santa María, pintor español (n. 1866).
- 1956: Lorenzo Perosi, compositor italiano (n. 1872).
- 1957: Arie de Jong, lingüista neerlandés (n. 1865).
- 1958: Gordon Griffith, cineasta, productor y actor estadounidense (n. 1907).
- 1965: Paul Hermann Müller, químico suizo, premio nobel de fisiología o medicina en 1948 (n. 1899).
- 1969: Sonja Henie, campeona olímpica de patinaje sobre hielo y actriz de cine (n. 1912).
- 1971: Dean Acheson, secretario de Estado estadounidense (n. 1893).
- 1971: Gene Vincent, músico estadounidense (n. 1935).
- 1972: Álvaro Cepeda Samudio, escritor y periodista colombiano (n. 1926).
- 1977: Juan Carlos Calvo, beisbolista uruguayo (n. 1906).
- 1978: Lluís Pericot García, arqueólogo español (n. 1899).
- 1978: Nancy Spungen, groupie y musa del movimiento punk, novia de Sid Vicious (n. 1956).
- 1980: Alberto Demicheli, político uruguayo, presidente de facto en 1976 (n. 1896).
- 1981: Antonio Romañá Pujó, matemático y sacerdote español (n. 1900).
- 1987: Gustavo Baz, médico, político y revolucionario mexicano (n. 1894).
- 1990: Peter Wessel Zapffe, filósofo noruego (n. 1899).
- 1996: René Lacoste, jugador de tenis y empresario francés (n. 1904).
- 1996: Roger Lapébie, ciclista francés (n. 1911).
- 1997: John Denver, músico estadounidense de country (n. 1943).
- 1998: Julio Saraceni, cineasta argentino (n. 1912).
- 1998: Matthew Shepard, estudiante universitario estadounidense asesinado por ser gay (n. 1976).
- 1999: Wilt Chamberlain, baloncestista estadounidense (n. 1936).
- 2001: Vittorio Sicuri, director de coro y músico argentino (n, 1938).
- 2002: Ray Conniff, director de orquesta y músico estadounidense (n. 1916).
- 2002: Carolina Fadic, actriz chilena (n. 1974).
- 2003: Bill Shoemaker, jinete estadounidense (n. 1931).
- 2005: Ghazi Kanaan, político y militar sirio (n. 1942).
- 2006: Carlo Acutis, estudiante y programador británico-italiano, beato de la Iglesia católica y patrono de los informáticos católicos (n. 1991).
- 2006: Gillo Pontecorvo, cineasta italiano (n. 1919).
- 2006: Eugène Martin, piloto de automovilismo francés (n. 1915).
- 2007: Kishō Kurokawa, arquitecto japonés (n. 1934).
- 2007: Manuela Vargas, figura del baile flamenco (n. 1937).
- 2009: Mildred Cohn, bioquímica estadounidense (n. 1913)
- 2009: Enrique Miret Magdalena, teólogo y químico español (n. 1914).[5]
- 2009: Frank Vandenbroucke, ciclista belga (n. 1974).[6]
- 2010: Manuel Alexandre, actor español (n. 1917).[7]
- 2010: José Casas Gris, futbolista español (n. 1931).
- 2011: Dennis Ritchie, creador del lenguaje C y del sistema operativo Unix (n. 1941).[8]
- 2012: Bretislav Pojar, animador, titiritero y cineasta checo (n. 1923).
- 2014: Roberto Telch, futbolista argentino (n. 1943).
- 2016: Dylan Rieder, skater profesional y modelo estadounidense (n. 1988)
- 2019: Horacio Pechi Quiroga, político argentino (n. 1954).
- 2020: Conchata Ferrell, actriz estadounidense (n. 1943).
- 2020: Yehoshua Kenaz, novelista israelí (n. 1937).
- 2020: Guillermo Soberón Acevedo, médico mexicano, rector de la Universidad Nacional Autónoma de México de 1973 a 1981 (n. 1925).
- 2022: Bernardo Adam Ferrero, articulista, compositor, director de orquesta y musicólogo español (n. 1942).
- 2022: Lucious Jackson, baloncestista estadounidense (n. 1941).
- 2022: Konstantin Landa, ajedrecista ruso (n. 1972).
- 2022: Osmo Pekonen, matemático, historiador y escritor finlandés (n. 1960).
- 2022: Rafa Verdú, futbolista español (n. 1927).
- 2023: Luis Alfredo Garavito, pedófilo, infanticida y asesino serial colombiano (n. 1957)

## Celebraciones
- Día Mundial de la Artritis Reumatoide.[9]Se celebra cada año, desde 1996, por iniciativa de la Arthritis Rheumatism International. La artritis reumatoidea es una enfermedad inflamatoria crónica autoinmune de causa desconocida que afecta principalmente las articulaciones, aunque puede comprometer otros órganos del cuerpo.[10]

- Día Internacional Contra la Gestión Digital de Restricciones (DRM). También conocido como Día Internacional contra el DRM (Digital Rights Management), con la finalidad de visibilizar la manera como este tipo de tecnologías impone limitaciones a los usuarios de contenido multimedia digital.

Compartidas

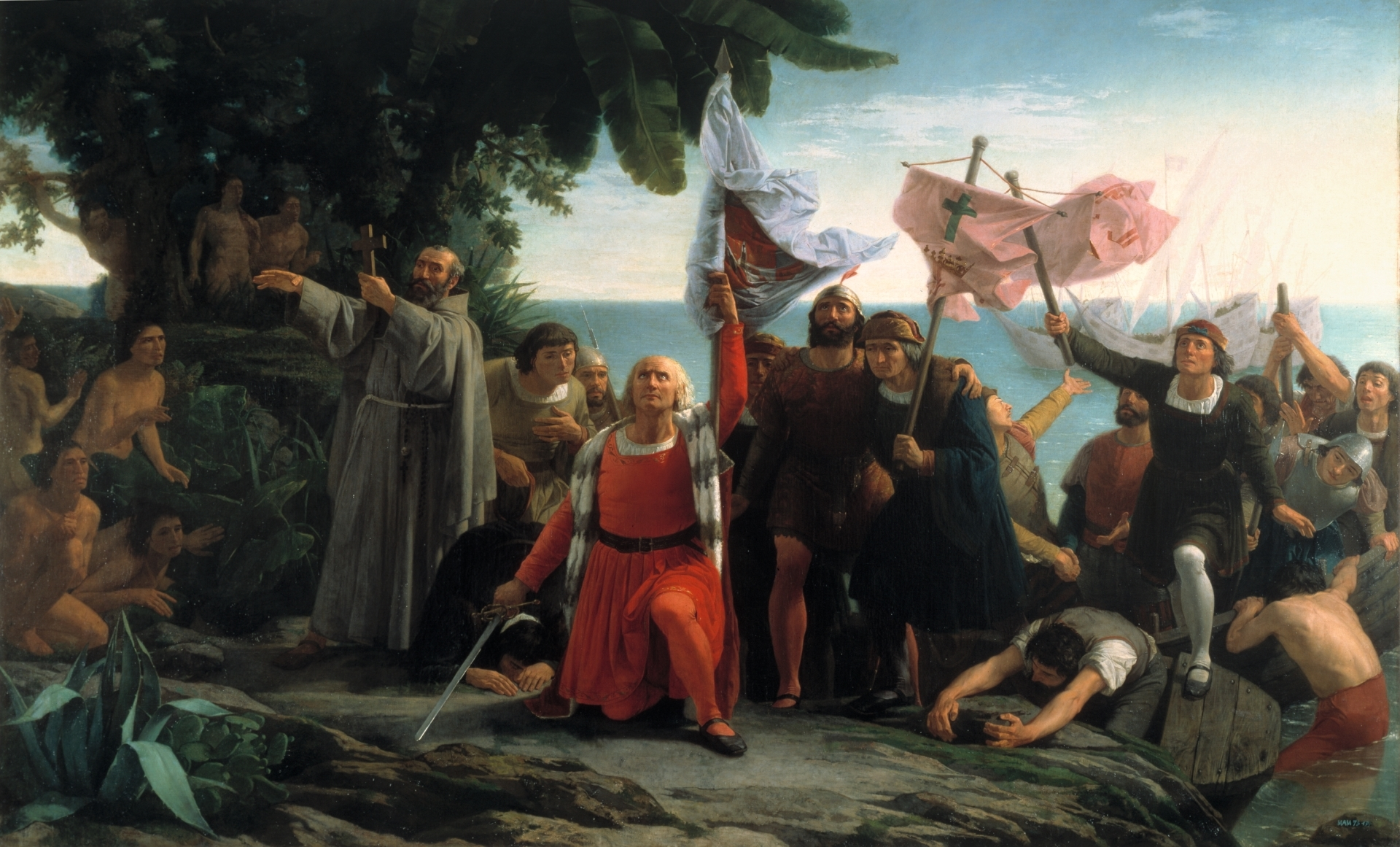
Pintura romántica de la llegada de Cristóbal Colón a América (Dióscoro Puebla, 1862)

- Observancias relacionadas con el Descubrimiento de América por Cristóbal Colón. Conocida anteriormente como celebración y como Día de la Raza, muchos países decidieron cambiar su nombre a medida de los cambios de gobierno y sus eventuales ideas políticas con el ejercicio del poder de turno:
  -  Argentina: Día del Respeto a la Diversidad Cultural.
  -  Bahamas: Día del Descubrimiento.
  -  Belice: Día Panamericano.
  -  Bolivia: Día de la Descolonización.
  -  Chile: Día del Descubrimiento de América.
  -  Colombia: Día de la Diversidad Étnica y Cultural de la Nación Colombiana.
  -  Costa Rica: Día de las Culturas.
  -  Ecuador: Día de la Interculturalidad y la Plurinacionalidad.
  -  España: Fiesta Nacional de España. Día de la Hispanidad o Día de la Fiesta Nacional de España.
  -  Estados Unidos: Día de Colón.[11]
  -  Guatemala: Día de la Hispanidad.
  -  Honduras: Día de la Raza.
  -  México: Día de la Nación Pluricultural.
  -  Nicaragua: Día de la Resistencia Indígena, Negra y Popular.
  -  Perú: Día de los Pueblos Originarios y el Diálogo Intercultural.
  -  República Dominicana: Día de la Identidad y Diversidad Cultural.
  -  Uruguay: Día de la Diversidad Cultural.
  -  Venezuela: Día de la Resistencia Indígena.

 Por países
(Por orden alfabético)
- Argentina:
  - Día del Farmacéutico Argentino.[12]
    -  Ciudad Autónoma de Buenos Aires (CABA): Aniversario de la inauguración de la Avenida 9 de Julio, en 1937, bajo la presidencia de Agustín P. Justo. Desde la sanción en 1912 de la Ley n.º 8.885, tardó 25 años en concretarse. Atravesó varias modificaciones hasta convertirse en la avenida más ancha del mundo (140 metros).[10]Tiene una longitud de 3 kilómetros e incluye un Metrobús.
    -  Misiones: 
      - Aniversario de Capioví (hace ya 104 años).[13]Se considera como fecha fundacional de la ciudad, el 12 de octubre de 1920, la llegada de los primeros colonos.
      - Aniversario de Pozo Azul (hace ya 7 años).[14]La creación del novel municipio misionero, el número 76.º de la provincia, data del 12 de octubre de 2017, cuando la Legislatura sancionó la Ley XVI-Nº17.

- Brasil:
  - Día del Niño.

- Guinea Ecuatorial:
  - Día de la Independencia.

### Santoral católico
- Virgen del Pilar.[15]
- Virgen de Guadalupe.
- Santa Domnina de Anazarbe.
- San Félix IV (papa).
- San Hedisto de Roma.
- San Maximiliano de Lorch.
- San Opilio de Piacenza.
- San Rotobaldo de Pavía.

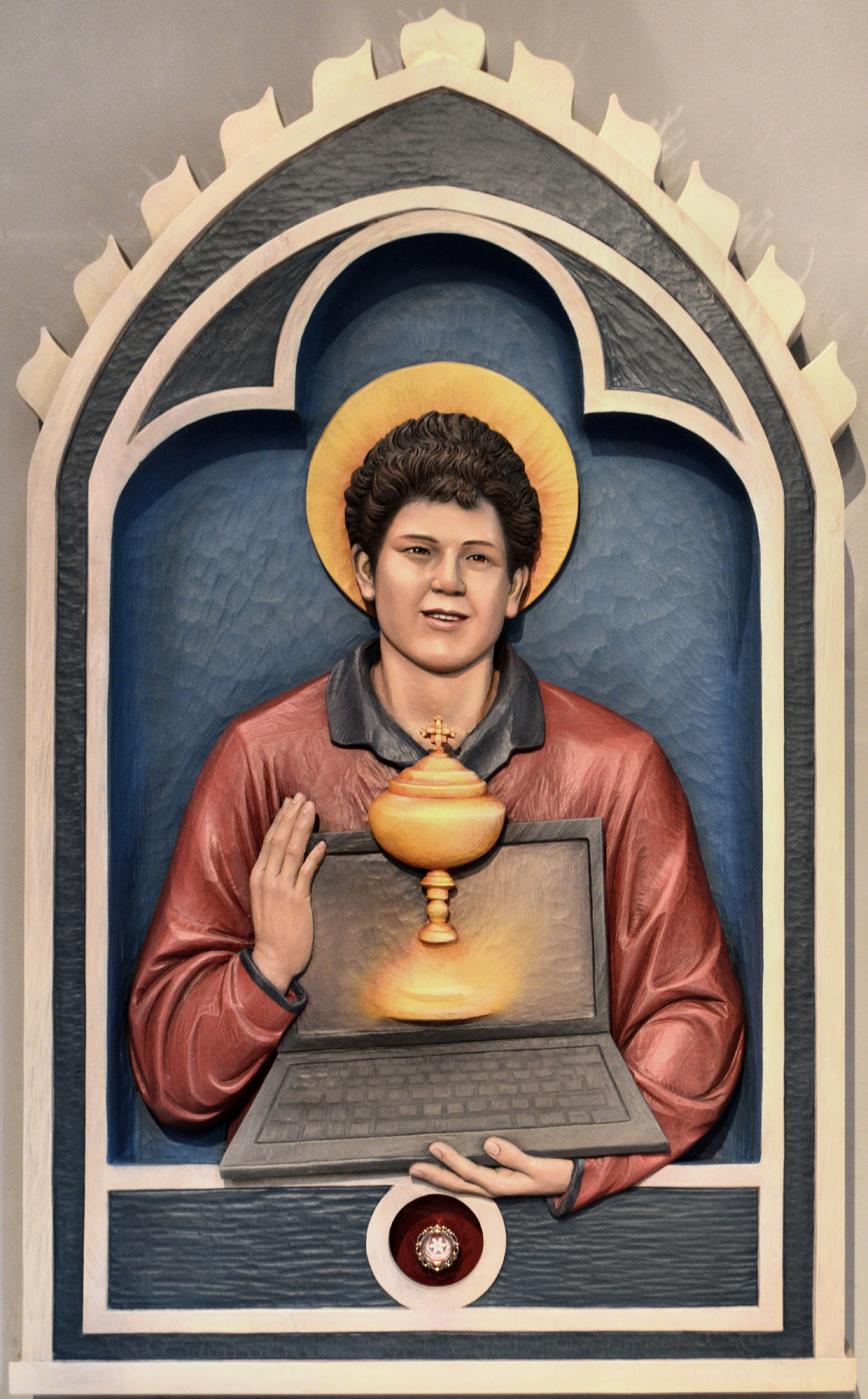
Carlo Acutis (Beato) fue un estudiante italiano y aficionado programador de informática, conocido por documentar milagros eucarísticos.

- San Serafín de Monte Granario de Nicola.
- Beato Carlo Acutis (imagen ilustrativa).
- Beato José González Huguet.
- Beato Pacífico Salcedo Puchades.
- Beato Román Sitko.
- Beato Tomás Bullaker.